# كامبوس دوس غويتاكازس
كامبوس دوس غويتاكازس هي بلدية في البرازيل، تتبع ريو دي جانيرو، بلغ عدد سكانها 463٬731  نسمة، في 2010، تبلغ مساحتها 4٬026٫696 كيلومتر مربع، رمزها البريدي هو 28000-000.

## الموقع
تشترك في الحدود مع:
- São Francisco de Itabapoana [الإنجليزية]‏
- São João da Barra [الإنجليزية]‏
- Quissamã [الإنجليزية]‏.

## أعلام
- بوليكاربو ريبيرو دي أوليفيرا
- أماريلدو
- جيل
- ديدي
- خوسيه بيدرو سانتوس
- نيلو بيسانيا